# Campionati europei di triathlon long distance del 1986
I Campionati europei di triathlon long distance del 1986 (II edizione) si sono tenuti a Säter in Svezia.
Tra gli uomini ha vinto il finlandese Magnus Lönnqvist, mentre la gara femminile è andata per la seconda volta consecutiva alla britannica Sarah Springman.

## Risultati

### Élite uomini
| Pos. | Nome             | Paese          | Totale  |
| ---- | ---------------- | -------------- | ------- |
|      | Magnus Lönnqvist | Finlandia      | 8:40:11 |
|      | Gregor Stam      | Paesi Bassi    | 8:57:17 |
|      | Dirk Aschmoneit  | Germania Ovest | 8:59:37 |

### Élite donne
| Pos. | Nome             | Paese       | Totale   |
| ---- | ---------------- | ----------- | -------- |
|      | Sarah Springman  | Regno Unito | 9:59:49  |
|      | Brigitta Sandahl | Svezia      | 10:47:19 |
|      | Ann Kearney      | Irlanda     | 10:51:14 |